# Blomljud
[Blomljud] (bloemengeluid) is het tweede muziekalbum van de Zweedse band Moon Safari. Het album is van maart 2007 tot en met september 2007 opgenomen. Dit album laat een mix horen van Beach Boysachtige samenzang, Pilotachtige stemvoering en gitaarloopjes van Anthony Phillips of Genesis, toen Phillips daar nog deel van uitmaakte.

## Musici
- Simon Åkesson – zang, toetsen, waaronder mellotron
- Petter Sandström - zang, wat gitaar en harmonica
- Anthon Johansson – gitaren en zang
- Johan Westerlund – basgitaar en zang
- Tobias Lundgren – slagwerk

## Composities
- Cd 1

1. Constant bloom
2. Methuselah's children
3. In the countryside
4. Moonwalk
5. Bluebells
6. The ghosts of flowers past

- Cd 2

1. Yesgur's farm
2. Lady of the woodlands
3. A tale of three and tree
4. Other half of the sky
5. To sail beyond the sunset